# Magillah
Magillah est un groupe canadien de musiques du monde, originaire du Québec. Leur style musical est voué à la musique juive d'Europe de l'Est et à la préservation de la langue yiddish.

## Histoire
Ancien élève doctorant du mathématicien Yves Meyer, Henri Oppenheim a étudié la théorie et la composition musicale à l'université McGill. Il a connu entre 2002 et 2012  un certain succès international en tant que chef, accordéoniste et arrangeur du groupe klezmer (instrumental) Kleztory. Il reçoit en 2007 le prix Opus québécois du meilleur album de musique du monde. Magillah est le vecteur de son inspiration musicale et de son engagement envers le renouveau de la musique juive. Il est depuis 2015 compositeur agréé du Centre de musique canadienne.
Magillah est formé en 2008 par le compositeur, arrangeur et multi-instrumentiste d'origine française Henri Oppenheim, ancien leader de l'ensemble klezmer Kleztory (2002-2012). Le groupe connait plusieurs itérations, avec plusieurs chanteurs invités. De 2008 à 2010, le chanteur Allan Merovitz a interprété des standards yiddish largement revisités, donnant lieu à l'enregistrement public Live in Montreal. La comédienne montréalaise Michelle Heisler lui a succédé et a enregistré avec l'ensemble le disque Fotografie,, sorti en 2013, et distribué par Naxos. Depuis 2013, la chanteuse de jazz Karen Young interprète avec Henri Oppenheim les pièces du projet Tur Malka, un nom inspiré par le travail de l'historien Pierre Anctil. Il s'agit de la mise en musique par Henri Oppenheim de la poésie yiddish montréalaise du XXe siècle, impliquant les poètes Jacob Isaac Segal, Rokhl Korn, Ida Maze, Chava Rosenfarb, Melekh Ravitch, Noah Isaac Gotlib, etc.

## Style musical
Magillah explore la dimension vocale de la musique des juifs ashkénazes, dans une approche moderne qui utilise des technologies musicales avancées. Dans son album Tur Malka - nouvelles chansons Yiddish de Montréal (2016), il met en musique la poésie yiddish du Montréal du XXe siècle.
En parallèle, Henri Oppenheim développe depuis plus de 15 ans une formule hybride klezmer-classique et s'est produit en spectacle avec de nombreux orchestres classiques canadiens, dont l'Orchestre symphonique de Montréal, l'Orchestre symphonique de Québec (2006, 2012), l'Orchestre symphonique de Laval, I Musici de Montréal (2014), 13 strings (Ottawa), ainsi que, en Europe et aux États-Unis, l'Orchestre de chambre de Bruxelles. Il compose la suite orchestrale Suite Tur Malka créée en première mondiale en juin 2014 par l'Orchestre de chambre McGill, puis en version symphonique par l'Orchestre Métropolitain (février 2016).

## Discographie
- 2009 : Live in Montréal, sous le nom de Merovitz Project (Audience/SRI)[7]
- 2013 : Fotografie (Fidelio / Naxos)
- 2016 : Tur Malka - nouvelles chansons Yiddish de Montréal (Magillah Productions / Select Digital), réalisé par Howard Bilerman

## Distinctions
- L'album Fotografie est finaliste des prix Opus 2013, catégorie musiques du monde (Conseil québécois de la musique).
- Magillah est choisi deux fois pour le programme de tournée du Conseil des arts de Montréal (2010, 2014), et a reçu le soutien financier du Conseil des arts du Canada, du Conseil des arts et des lettres du Québec, de la Fédération CJA et de la Fondation Musicaction